# روبن آلتونیان
روبن تاتولی آلتونیان (ارمنی: Ռուբեն Թաթուլի Ալթունյան؛  زادهٔ ۳۱ مارس ۱۹۳۹ - درگذشته ۲۱ نوامبر ۲۰۲۱) آهنگساز، نوازنده ویولا اهل ارمنستان بود. وی بین سال‌های - تا - میلادی فعالیت می‌کرد.

## زندگی‌نامه
وی در ۳۱ مارس ۱۹۳۹ در ایروان به دنیا آمد و از هنرستان موسیقی چایکوفسکی ایروان، کنسرواتوار دولتی کومیتاس ایروان (۱۹۷۰) (۱۹۶۴) و مدرسه موسیقی سایات‌نووا فارغ‌التحصیل گشت. وی عضو اتحادیه آهنگسازان ارمنستان بود. وی در کنسرواتوار دولتی کومیتاس ایروان، گروه آوازهای محلی و گوسان ارمنستان، گروه آواز و رقص دولتی تاتول آلتونیان ارمنستان فعالیت می‌کرد. همچنین برندهٔ جوایزی همچون هنرمند شایسته ارمنستان شوروی () و چهره هنری شایسته جمهوری ارمنستان (۲۰۰۹) شده است. وی در ۲۱ نوامبر ۲۰۲۱ در سن ۸۲ سالگی در ایروان درگذشت.